# FIVB World Tour Finals de 2022
FIVB World Tour Finals de 2022 foi a 7ª edição da competição que reúne as melhores duplas do Circuito Mundial de Vôlei de Praia, em ambos os gêneros, inicialmente previsto para o período entre 26 a 29 de janeiro de 2023 na cidade de Doha, em conformidade dos protocolos saniários no enfrentamento da Covid-19

## Fórmula de disputa
A competição  reuniu por 10 duplas por gênero, destas, oito equipes qualificadas através do Ranking Mundial após a etapa de Torquay, Austrália, acrescidas de duas duplas convidadas. Em cada naipe são distribuídas proporcionalmente em dois grupos, A e B, onde todos se enfrentam, a dupla primeira colocada de cada grupo avançam diretamente às semifinais, já as segundas e terceiras colocadas de cada grupo, se enfrentam  na fase eliminatória, em sistema de eliminação simples (quartas de final), os vencedores, enfrentam os outros semifinais.Os vencedores da fase semifinal disputam a final e os perdedores definem o terceiro posto.

## Local dos jogos
| Doha, Catar |
| ----------- |
| Aspire Park |
|             |
| Capacidade: |

## Campeões
| Evento            | Ouro                                        | Prata                                  | Bronze                                  |
| Torneio masculino | NoruegaAnders Mol · Christian Sandlie Sørum | PolóniaMichał Bryl · Bartosz Łosiak    | ItáliaPaolo Nicolai · Samuele Cottafava |
| Torneio feminino  | Estados UnidosSara Hughes · Kelly Cheng     | BrasilDuda Lisboa · Ana Patrícia Ramos | Países BaixosKatja Stam · Raïsa Schoon  |

## Torneio Masculino

### Participantes
| Pos. | Dupla                               | Qualificação    |
| ---- | ----------------------------------- | --------------- |
| 1    | Cherif Younousse – Ahmed Tijan      | Ranking+Índices |
| 2    | Anders Mol – Christian Sørum        | Ranking+Índices |
| 3    | Alexander Brouwer – Robert Meeuwsen | Ranking+Índices |
| 4    | George Wanderley – André Stein      | Ranking+Índices |
| 5    | Michał Bryl – Bartosz Łosiak        | Ranking+Índices |
| 6    | Paolo Nicolai – Samuele Cottafava   | Ranking+Índices |
| 7    | Ondřej Perušič – David Schweiner    | Ranking+Índices |
| 8    | Esteban Grimalt – Marco Grimalt     | Ranking+Índices |
| 9    | Renato Andrew-Vitor Felipe          | Convite         |
| 9    | Adrian Carambula – Alex Ranghieri   | Convite         |

### Fase classificatória
|  | Qualificados para a semifinal (primeira colocação)                  |
|  | Qualificados para as quartas de final (segunda e terceira posições) |
|  | Eliminados                                                          |

#### Grupo A
|     |                       |     | Jogos | Jogos | Jogos | Sets | Sets | Sets  | Pontos | Pontos | Pontos |
| Pos | Equipe                | Pts | T     | V     | D     | V    | P    | R     | V      | P      | R      |
| --- | --------------------- | --- | ----- | ----- | ----- | ---- | ---- | ----- | ------ | ------ | ------ |
| 1   | Bryl – Łosiak         | 8   | 4     | 4     | 0     | 8    | 1    | 8.000 | 175    | 140    | 1.250  |
| 2   | Carambula – Ranghieri | 6   | 4     | 2     | 2     | 5    | 5    | 1.000 | 184    | 178    | 1.034  |
| 3   | George – André        | 6   | 4     | 2     | 2     | 5    | 5    | 1.000 | 179    | 180    | 0.994  |
| 4   | Cherif–Tijan          | 5   | 4     | 1     | 3     | 2    | 6    | 0.333 | 143    | 162    | 0.883  |
| 5   | E.Grimalt – M.Grimalt | 5   | 4     | 1     | 3     | 3    | 6    | 0.500 | 154    | 175    | 0.880  |

| 26 jan | 15:00 | George – André        | 1-2 | Carambula – Ranghieri | 21-18, 22-24, 8-15 | Relatório |
| 26 jan | 15:00 | Bryl – Łosiak         | 2-0 | E.Grimalt – M.Grimalt | 21-17, 21-8        | Relatório |
| 26 jan | 20:00 | Cherif–Tijan          | 2-0 | E.Grimalt – M.Grimalt | 21-18, 21-18       | Relatório |
| 26 jan | 20:00 | George – André        | 0-2 | Bryl – Łosiak         | 17-21, 17-21       | Relatório |
| 27 jan | 16:00 | Cherif–Tijan          | 0-2 | Carambula – Ranghieri | 18-21, 17-21       | Relatório |
| 27 jan | 16:00 | George – André        | 2-1 | E.Grimalt – M.Grimalt | 16-21,21-16, 15-13 | Relatório |
| 27 jan | 20:00 | Cherif–Tijan          | 0-2 | George – André        | 15-21, 16-21       | Relatório |
| 27 jan | 20:00 | Carambula – Ranghieri | 1-2 | Bryl – Łosiak         | 21-13,16-21, 9-15  | Relatório |
| 28 jan | 16:00 | Carambula – Ranghieri | 0-2 | E.Grimalt – M.Grimalt | 20-22, 19-21       | Relatório |
| 28 jan | 16:00 | Cherif–Tijan          | 0-2 | Bryl – Łosiak         | 18-21, 17-21       | Relatório |

#### Grupo B
|     |                            |     | Jogos | Jogos | Jogos | Sets | Sets | Sets  | Pontos | Pontos | Pontos |
| Pos | Equipe                     | Pts | T     | V     | D     | V    | P    | R     | V      | P      | R      |
| --- | -------------------------- | --- | ----- | ----- | ----- | ---- | ---- | ----- | ------ | ------ | ------ |
| 1   | Mol–Sørum                  | 8   | 4     | 4     | 0     | 8    | 3    | 2.667 | 206    | 178    | 1.157  |
| 2   | Brouwer–Meeuwsen           | 6   | 4     | 2     | 2     | 5    | 5    | 1.000 | 187    | 180    | 1.039  |
| 3   | Nicolai – Cottafava        | 6   | 4     | 2     | 2     | 6    | 4    | 1.500 | 201    | 195    | 1.031  |
| 4   | Perušič – Schweiner        | 6   | 4     | 2     | 2     | 5    | 5    | 1.000 | 192    | 188    | 1.021  |
| 5   | Renato Andrew-Vitor Felipe | 4   | 4     | 0     | 4     | 1    | 8    | 0.125 | 141    | 186    | 0.758  |

| 26 jan | 16:00 | Brouwer–Meeuwsen           | 2-1 | Renato Andrew-Vitor Felipe | 21-17, 19-21, 15-13 | Relatório |
| 26 jan | 16:00 | Nicolai – Cottafava        | 1-2 | Perušič – Schweiner        | 31-29, 18-21, 11-15 | Relatório |
| 26 jan | 21:00 | Brouwer–Meeuwsen           | 0-2 | Nicolai – Cottafava        | 20-22, 22-24        | Relatório |
| 26 jan | 21:00 | Mol–Sørum                  | 2-1 | Perušič – Schweiner        | 16-21, 21-19, 15-10 | Relatório |
| 27 jan | 15:00 | Mol–Sørum                  | 2-0 | Renato Andrew-Vitor Felipe | 21-14, 21-13        | Relatório |
| 27 jan | 15:00 | Brouwer–Meeuwsen           | 2-0 | Perušič – Schweiner        | 21-16, 21-14        | Relatório |
| 27 jan | 21:00 | Mol–Sørum                  | 2-1 | Brouwer–Meeuwsen           | 17-21, 21-15, 15-12 | Relatório |
| 27 jan | 21:00 | Renato Andrew-Vitor Felipe | 0-2 | Nicolai – Cottafava        | 14-21, 15-21        | Relatório |
| 28 jan | 15:00 | Renato Andrew-Vitor Felipe | 0-2 | Perušič – Schweiner        | 24-26, 10-21        | Relatório |
| 28 jan | 15:00 | Mol–Sørum                  | 2-1 | Nicolai – Cottafava        | 23-25, 21-16, 15-12 | Relatório |

## Fase eliminatória

### Quartas de final
| 28 jan | 20:00 | George – André        | 1-2 | Brouwer–Meeuwsen    | 21-18, 19-21, 13-15 | Relatório |
| 28 jan | 21:00 | Carambula – Ranghieri | 0-2 | Nicolai – Cottafava | 18-21, 11-21        | Relatório |

### Semifinais
| 29 jan | 15:00 | Bryl – Łosiak       | 2-1 | Brouwer–Meeuwsen | 19-21, 21-12, 15-11 | Relatório |
| 29 jan | 16:00 | Nicolai – Cottafava | 1-2 | Mol–Sørum        | 15-21, 21-14, 10-15 | Relatório |

### Terceiro lugar
| 29 jan | 19:00 | Brouwer–Meeuwsen | 1-2 | Nicolai – Cottafava | 20-22, 21-19, 14-16 | Relatório |

### Final
| 29 jan | 21:00 | Bryl – Łosiak | 0-2 | Mol–Sørum | 18-21, 18-21 | Relatório |

## Classificação final
| Posição                    | Equipe              | Pontuação   | Prêmio       |
| -------------------------- | ------------------- | ----------- | ------------ |
| Medalha de ouro            | Mol–Sørum           | 0           | $ 150,000.00 |
| Medalha de prata           | Bryl – Łosiak       | 0           | $ 80,000.00  |
| Medalha de bronze          | Nicolai – Cottafava | 0           | $ 50,000.00  |
| 4                          | Brouwer–Meeuwsen    | 0           | $ 35,000.00  |
| 5                          |                     |             |              |
| George – André             | 0                   | $ 20,000.00 |              |
| Carambula – Ranghieri      | 0                   | $ 20,000.00 |              |
| 7                          |                     |             |              |
| Perušič – Schweiner        | 0                   | $ 15,000.00 |              |
| Cherif–Tijan               | 0                   | $ 15,000.00 |              |
| 9                          |                     |             |              |
| Renato Andrew-Vitor Felipe | 0                   | $ 7,500.00  |              |
| E.Grimalt – M.Grimalt      | 0                   | $ 7,500.00  |              |

## Torneio Feminino

### Participantes
| Pos. | Dupla                                | Qualificação    |
| ---- | ------------------------------------ | --------------- |
| 1    | Ana Patrícia – Duda Lisboa           | Ranking+Índices |
| 2    | Bárbara Seixas – Carol Solberg       | Ranking+Índices |
| 3    | Katja Stam – Raïsa Schoon            | Ranking+Índices |
| 4    | Clancy – Mariafe                     | Ranking+Índices |
| 5    | Tīna Graudiņa – Anastasija Samoilova | Ranking+Índices |
| 6    | Nina Betschart – Tanja Hüberli       | Ranking+Índices |
| 7    | Cinja Tillmann – Svenja Müller       | Ranking+Índices |
| 8    | Kristen Nuss – Taryn Kloth           | Ranking+Índices |
| 9    | Sara Hughes – Kelly Claes            | Convite         |
| 10   | Sarah Pavan – Sophie Bukovec         | Convite         |

### Fase classificatória
|  | Qualificados para a semifinal (primeira colocação)                  |
|  | Qualificados para as quartas de final (segunda e terceira posições) |
|  | Eliminados                                                          |

#### Grupo A
|     |                      |     | Jogos | Jogos | Jogos | Sets | Sets | Sets  | Pontos | Pontos | Pontos |
| Pos | Equipe               | Pts | T     | V     | D     | V    | P    | R     | V      | P      | R      |
| --- | -------------------- | --- | ----- | ----- | ----- | ---- | ---- | ----- | ------ | ------ | ------ |
| 1   | Ana Patrícia – Duda  | 8   | 4     | 4     | 0     | 8    | 2    | 4.000 | 194    | 160    | 1.213  |
| 2   | Nuss – Kloth         | 6   | 4     | 2     | 2     | 5    | 5    | 1.000 | 184    | 180    | 1.022  |
| 3   | Clancy – Mariafe     | 6   | 4     | 2     | 2     | 4    | 4    | 1.000 | 155    | 158    | 0.981  |
| 4   | Graudiņa – Samoilova | 6   | 4     | 2     | 2     | 4    | 5    | 0.800 | 152    | 174    | 0.874  |
| 5   | Pavan – Bukovec      | 4   | 4     | 0     | 4     | 3    | 8    | 0.375 | 187    | 200    | 0.935  |

| 26 jan | 14:00 | Clancy – Mariafe     | 2-0 | Pavan – Bukovec      | 21-17, 22-20        | Relatório |
| 26 jan | 14:00 | Graudiņa – Samoilova | 0-2 | Nuss – Kloth         | 18-21, 15-21        | Relatório |
| 26 jan | 19:00 | Ana Patrícia – Duda  | 2-1 | Nuss – Kloth         | 23-21, 18-21, 15-13 | Relatório |
| 26 jan | 19:00 | Clancy – Mariafe     | 0-2 | Graudiņa – Samoilova | 16-21, 22-24        | Relatório |
| 27 jan | 14:00 | Ana Patrícia – Duda  | 2-1 | Pavan – Bukovec      | 18-21, 21-16, 15-12 | Relatório |
| 27 jan | 14:00 | Clancy – Mariafe     | 2-0 | Nuss – Kloth         | 21-16, 21-18        | Relatório |
| 27 jan | 19:00 | Ana Patrícia – Duda  | 2-0 | Clancy – Mariafe     | 21-15, 21-17        | Relatório |
| 27 jan | 19:00 | Pavan – Bukovec      | 1-2 | Graudiņa – Samoilova | 18-21, 21-14, 13-15 | Relatório |
| 28 jan | 14:00 | Pavan – Bukovec      | 1-2 | Nuss – Kloth         | 21-17, 19-21, 9-15  | Relatório |
| 28 jan | 14:00 | Ana Patrícia – Duda  | 2-0 | Graudiņa – Samoilova | 21-12, 21-12        | Relatório |

#### Grupo B
|     |                     |     | Jogos | Jogos | Jogos | Sets | Sets | Sets  | Pontos | Pontos | Pontos |
| Pos | Equipe              | Pts | T     | V     | D     | V    | P    | R     | V      | P      | R      |
| --- | ------------------- | --- | ----- | ----- | ----- | ---- | ---- | ----- | ------ | ------ | ------ |
| 1   | Stam – Schoon       | 7   | 4     | 3     | 1     | 7    | 3    | 2.333 | 188    | 167    | 1.126  |
| 2   | Betschart – Hüberli | 7   | 4     | 3     | 1     | 7    | 3    | 2.333 | 192    | 183    | 1.049  |
| 3   | Hughes – Cheng      | 6   | 4     | 2     | 2     | 6    | 5    | 1.200 | 204    | 190    | 1.074  |
| 4   | Bárbara – Carol     | 5   | 4     | 1     | 3     | 5    | 2    | 2.500 | 162    | 184    | 0.880  |
| 5   | Tillmann – Müller   | 5   | 4     | 1     | 3     | 5    | 2    | 2.500 | 142    | 164    | 0.866  |

| 26 jan | 13:00 | Stam – Schoon       | 1-2 | Hughes – Cheng      | 21-18, 18-21, 10-15 | Relatório |
| 26 jan | 13:00 | Betschart – Hüberli | 2-0 | Tillmann – Müller   | 21-18, 21-19        | Relatório |
| 26 jan | 18:00 | Stam – Schoon       | 2-1 | Betschart – Hüberli | 19-21, 21-18, 15-11 | Relatório |
| 26 jan | 18:00 | Bárbara – Carol     | 0-2 | Tillmann – Müller   | 18-21, 20-22        | Relatório |
| 27 jan | 13:00 | Bárbara – Carol     | 2-1 | Hughes – Cheng      | 21-18, 20-22, 16-14 | Relatório |
| 27 jan | 13:00 | Stam – Schoon       | 2-0 | Tillmann – Müller   | 21-15, 21-18        | Relatório |
| 27 jan | 18:00 | Bárbara – Carol     | 0-2 | Stam – Schoon       | 15-21, 15-21        | Relatório |
| 27 jan | 18:00 | Hughes – Cheng      | 1-2 | Betschart – Hüberli | 21-18, 19-21, 14-16 | Relatório |
| 28 jan | 13:00 | Hughes – Cheng      | 2-0 | Tillmann – Müller   | 21-14, 21-15        | Relatório |
| 28 jan | 13:00 | Bárbara – Carol     | 0-2 | Betschart – Hüberli | 15-21,22-24         | Relatório |

## Fase eliminatória

### Quartas de final
| 28 jan | 18:00 | Clancy – Mariafe | 2-1 | Betschart – Hüberli | 12-21, 21-17, 15-12 | Relatório |
| 28 jan | 19:00 | Nuss – Kloth     | 1-2 | Hughes – Cheng      | 21-19, 14-21, 22-24 | Relatório |

### Semifinais
| 29 jan | 13:00 | Ana Patrícia – Duda | 2-1 | Clancy – Mariafe | 15-21, 21-12, 15-11 | Relatório |
| 29 jan | 14:00 | Hughes – Cheng      | 2-1 | Stam – Schoon    | 24-26, 21-19, 15-10 | Relatório |

### Terceiro lugar
| 29 jan | 18:00 | Clancy – Mariafe | 0-2 | Stam – Schoon | 18-21,10-21 | Relatório |

### Final
| 29 jan | 20:00 | Ana Patrícia – Duda | 0-2 | Hughes – Cheng | 18-21, 16-21 | Relatório |

## Classificação final
| Posição              | Equipe              | Pontuação   | Prêmio       |
| -------------------- | ------------------- | ----------- | ------------ |
| Medalha de ouro      | Hughes – Cheng      | 0           | $ 150,000.00 |
| Medalha de prata     | Ana Patrícia – Duda | 0           | $ 80,000.00  |
| Medalha de bronze    | Stam – Schoon       | 0           | $ 50,000.00  |
| 4                    | Clancy – Mariafe    | 0           | $ 35,000.00  |
| 5                    |                     |             |              |
| Betschart – Hüberli  | 0                   | $ 20,000.00 |              |
| Nuss – Kloth         | 0                   | $ 20,000.00 |              |
| 7                    |                     |             |              |
| Bárbara – Carol      | 0                   | $ 15,000.00 |              |
| Graudiņa – Samoilova | 0                   | $ 15,000.00 |              |
| 9                    |                     |             |              |
| Pavan – Bukovec      | 0                   | $ 7,500.00  |              |
| Tillmann – Müller    | 0                   | $ 7,500.00  |              |